# Kaag en Braassem
Kaag en Braassem è un comune olandese di 25.662 abitanti situato nella provincia dell'Olanda Meridionale. È stato creato nel 2009 dalla fusione dei comuni di Alkemade e Jacobswoude.